# Bàrtsia alpina
La bàrtsia alpina (Bartsia alpina) és una espècie de planta amb flors de la família de les orobancàcies (encara que tradicionalment havia estat considerada una escrofulariàcia). Avui en dia és considerada per molts experts com l'única espècie del gènere monotípic Bartsia, després que moltes de les espècies que abans pertanyien a aquest gènere es transferissin a altres gèneres nous.
La bàrtsia alpina és una espècie de distribució circumpolar o àrtico-alpina que es refugia a l'alta muntanya a latituds més meridionals, com ara als Pirineus, on la podem trobar en mulleres i llocs humits dels estatges alpí i subalpí.

## Descripció i hàbitat
És una herba perenne (amb un rizoma subterrani), erecta, de poc més d'un pam d'alçada, de color verd però que pren tons violacis a la part superior on surt la inflorescència. Les flors, de color violaci fosc, surten a l'axil·la d'unes bràctees també d'aquest color. Són tubuloses i amb dos llavis, l'inferior més curt que el superior. La tija està més o menys coberta de pèls glandulars. les fulles oposades, sèssils, són ovades i amb dents arrodonits.
Com gairebé totes les espècies de la tribu de les Rhinantheae, és una planta hemiparàsita que, malgrat poder fer la fotosíntesi, pot xuclar la saba d'altres espècies veïnes (sobretot del gènere Carex)
Als Pirineus és una planta d'alta muntanya que viu en mulleres i altres herbassars humits, vores de rierols i estanys... A nivell mundial es pot trobar en països amb clima àrtic com Canadà, Groenlàndia, Islàndia, Noruega, Sibèria o la Terra de Francesc Josep.